# Остерија дел Фјуме (Римини)
Остерија дел Фјуме је насеље у Италији у округу Римини, региону Емилија-Ромања.
Према процени из 2011. у насељу је живело 68 становника. Насеље се налази на надморској висини од 27 м.